# Werdenbergersee
Der Werdenbergersee ist ein See in der Region Werdenberg im Ostschweizer Teil des Alpenrheintals.

## Geographie
Der Werdenbergersee (oder auch Werdenberger See) befindet sich am Fusse des Buchserberges, im Übergang zur Ebene des St. Galler Rheintals. Politisch gehört der See zur Gemeinde Buchs im St. Galler Wahlkreis Werdenberg. Am nordwestlichen Ufer, auf dem Gebiet der politischen Gemeinde Grabs, befindet sich das historische Städtchen Werdenberg, über dem das gleichnamige Schloss thront.

## Geschichte
Die Geschichte des Werdenbergersees ist eng verbunden mit der Geschichte der Edlen von Werdenberg und der Grafschaft Werdenberg.
1803 kam das «Werdenberg» zum neugegründeten Kanton St. Gallen. Buchs behielt den Werdenbergersee. Schloss Werdenberg und der Ort Werdenberg wurden der Gemeinde Grabs zugesprochen.

## Nutzung
Der Werdenbergersee wird hauptsächlich als Naherholungsgebiet und zur nicht gewerbsmässigen Fischerei genutzt.

## Sehenswürdigkeiten und Bauwerke
- Ortskern von Werdenberg, steht unter Denkmalschutz
- Schloss Werdenberg, mit Museum

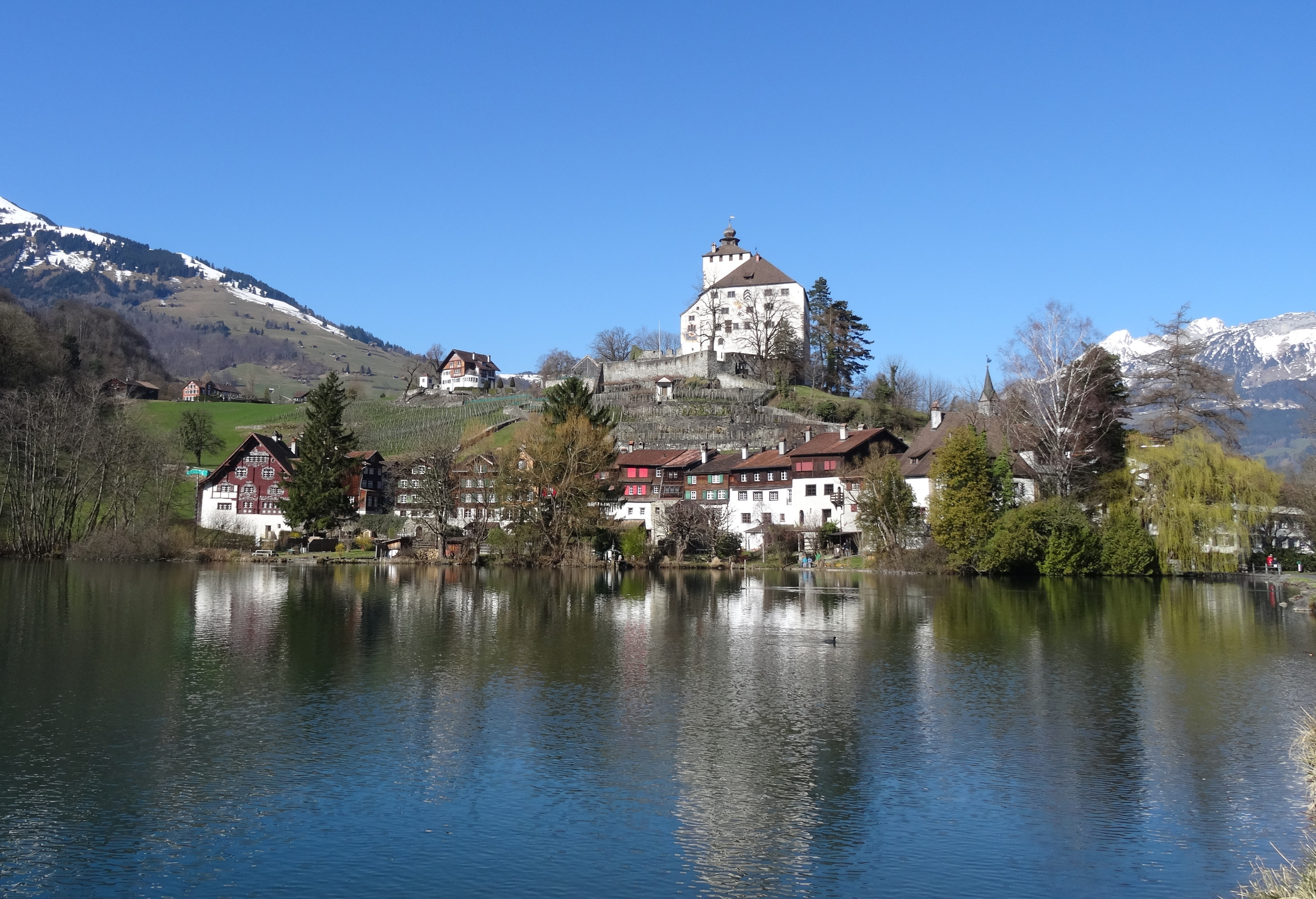
Im Frühling
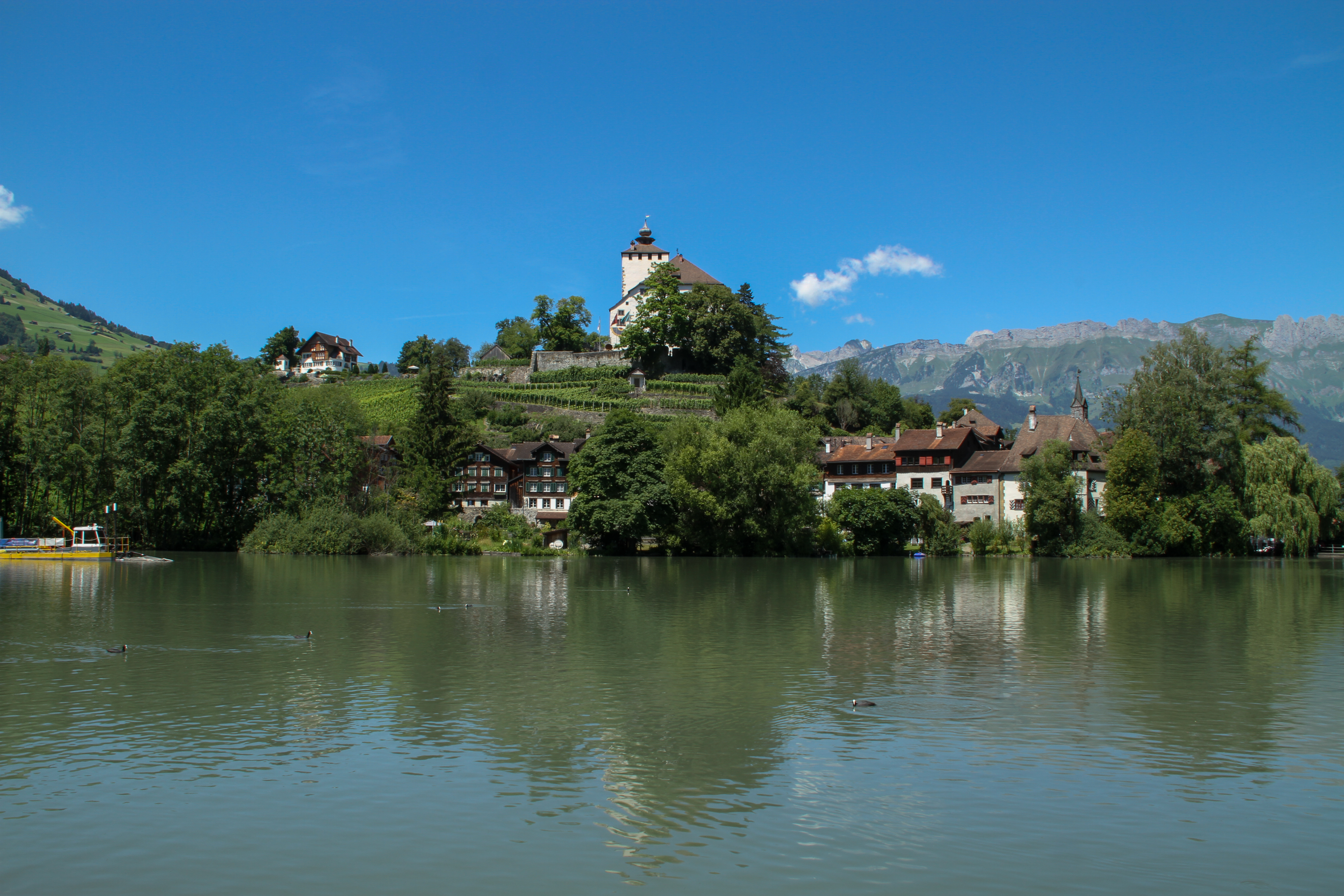
Im Sommer
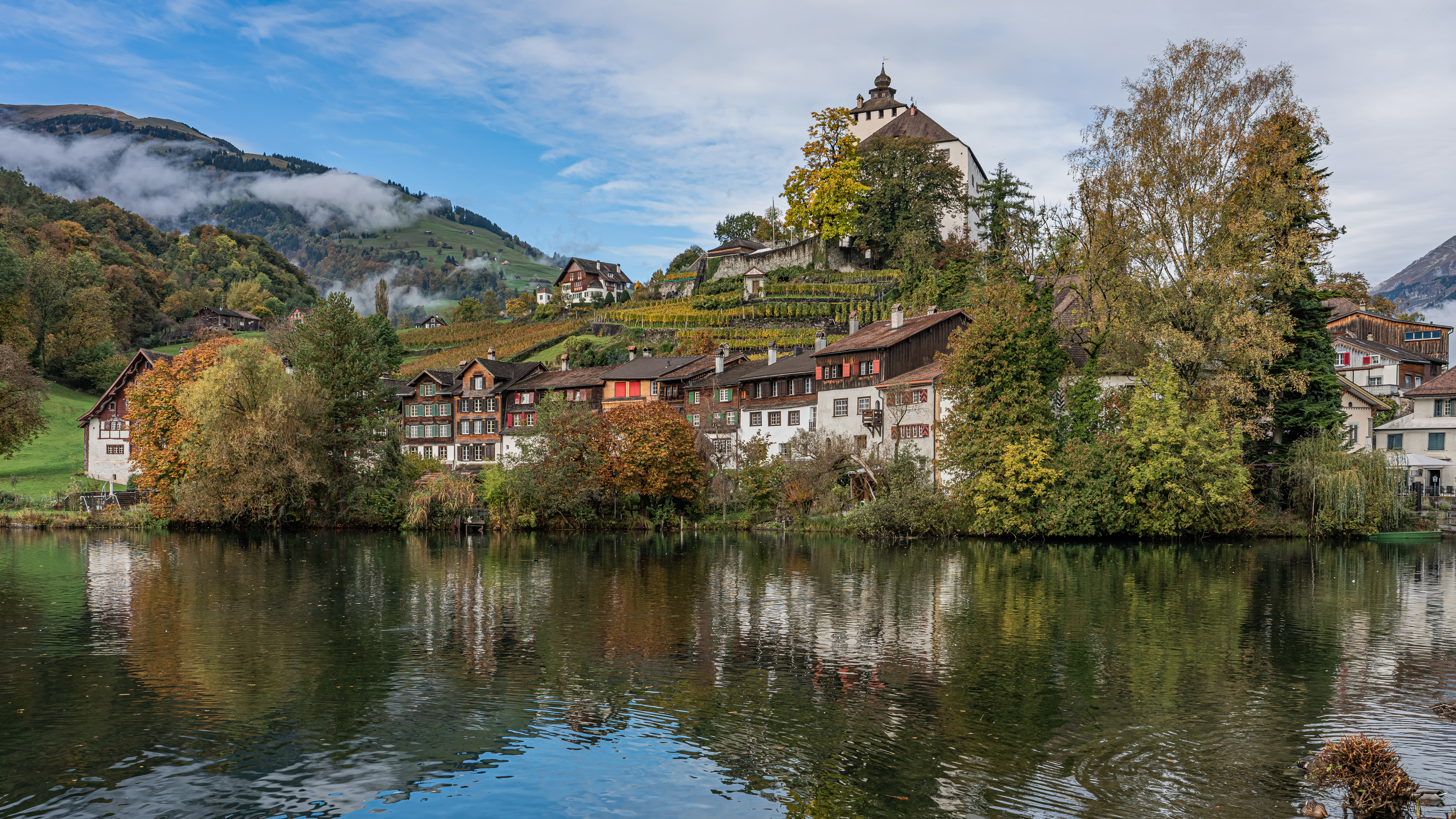
Im Herbst
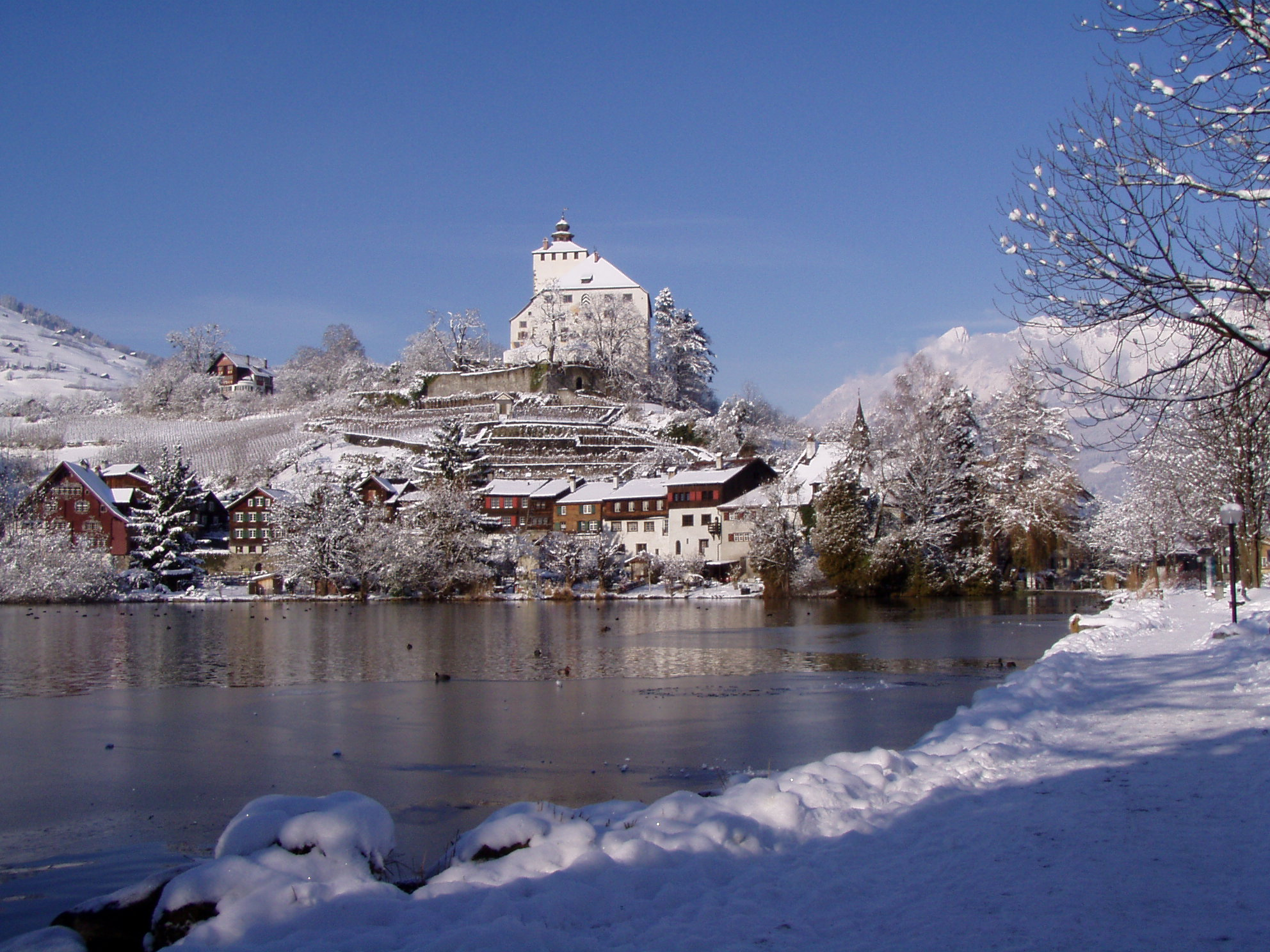
Im Winter
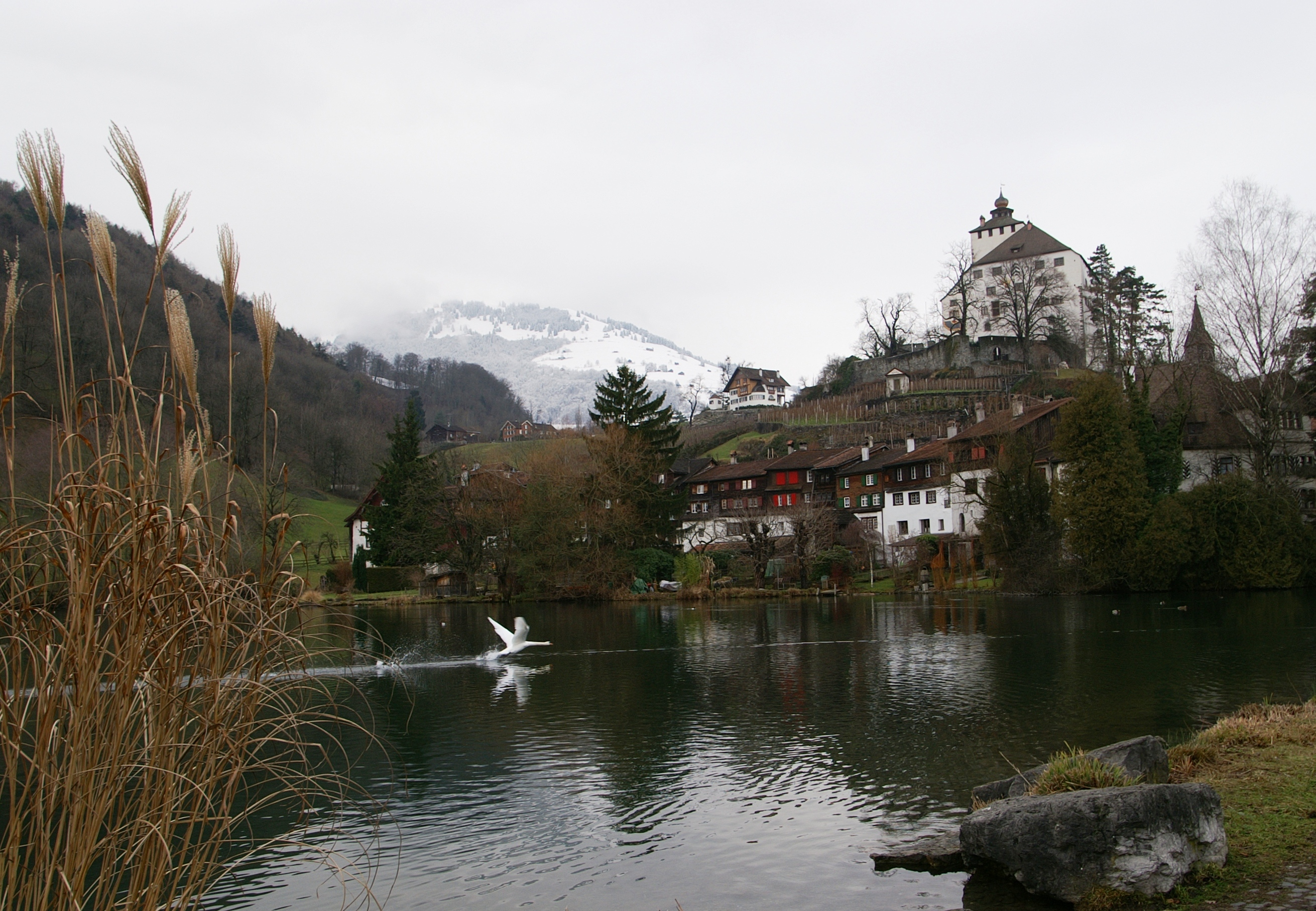
Blick Richtung Süden
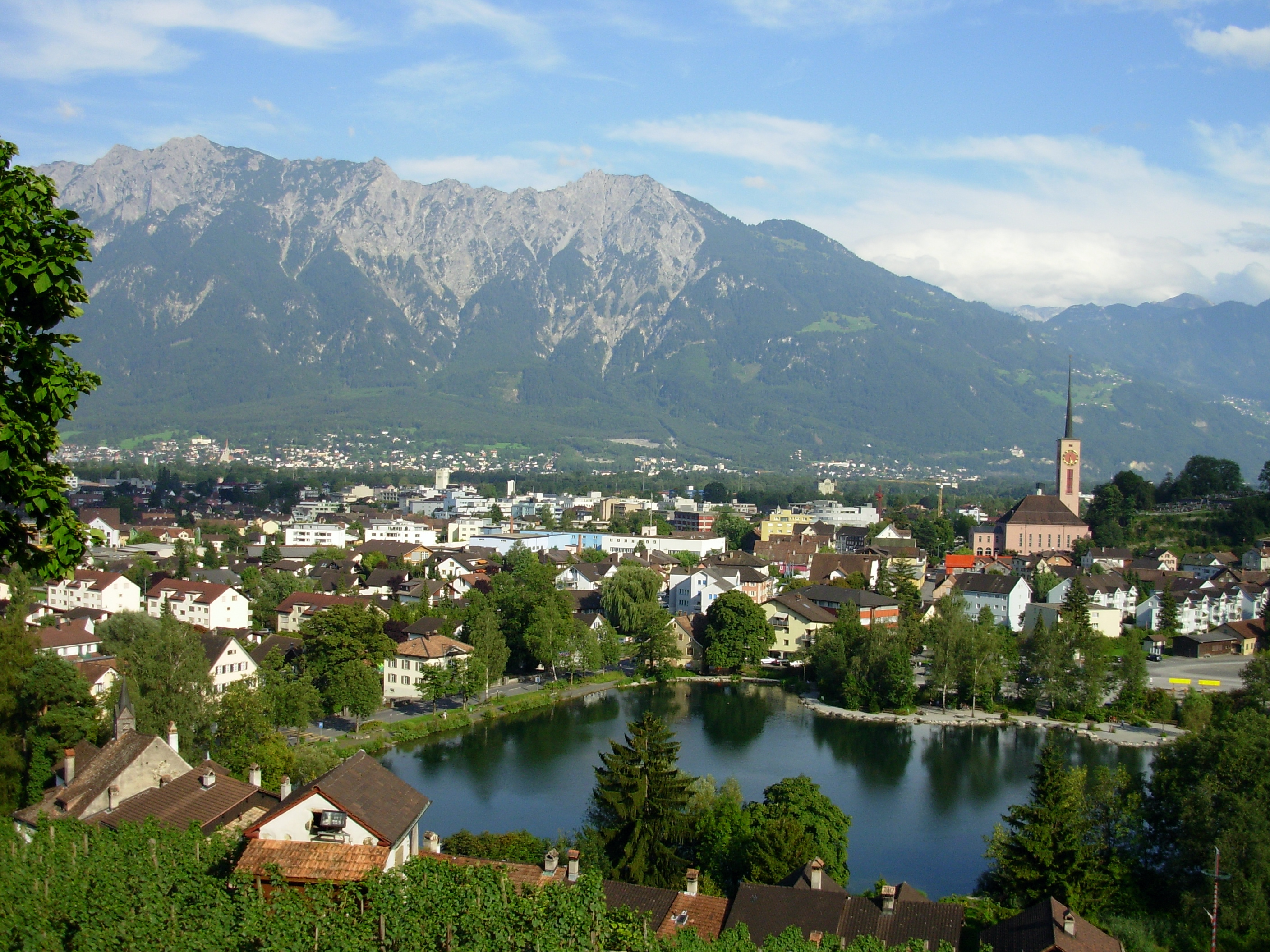
Blick Richtung Westen